# Gianpiero Combi

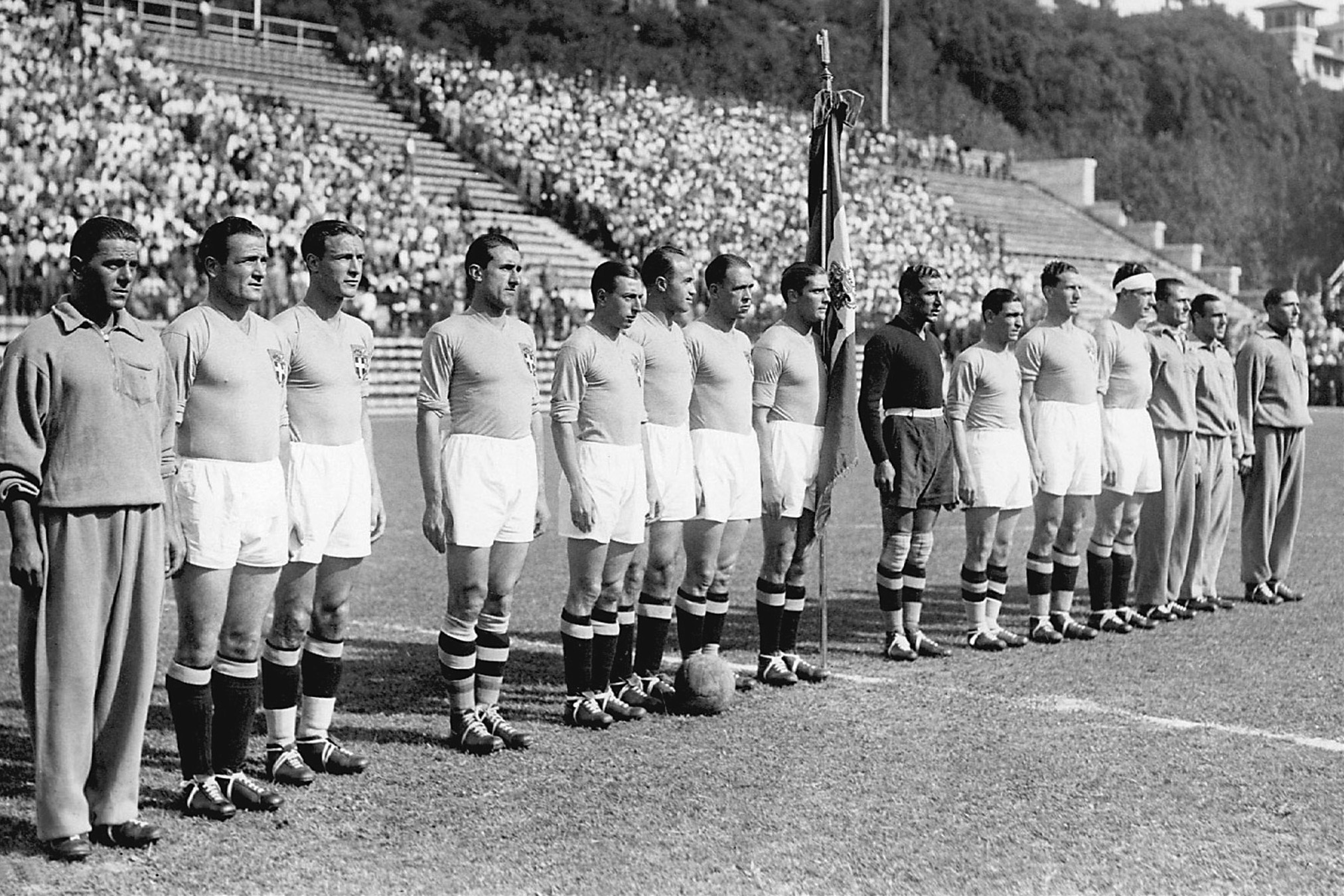
A Itália antes da final da Copa do Mundo FIFA de 1934. Combi, o goleiro, é o jogador de uniforme escuro.

Gianpiero Combi (Turim, 20 de novembro de 1902 – Impéria, 12 de agosto de 1956)  foi um futebolista italiano,  Foi o goleiro titular e capitão da Seleção Italiana na Copa do Mundo FIFA de 1934, quando a Azzurra conquistou seu primeiro título mundial. Com uma carreira desenvolvida toda na Juventus, é considerado um dos maiores goleiros do país, apesar de uma carreira de altos e baixos, inclusive sendo visto inicialmente como reserva para aquele próprio mundial. Terminou sendo o capitão da seleção campeã. Encerrou a carreira ao fim do torneio.
Fora dos campos, era membro da burguesia de Turim, herdeiro de uma família endinheirada. Tinha sucesso na sedução feminina e também praticava tênis. Era apelidado de "Gato Mágico" pela elasticidade. Em 1979, foi eleito pela revista Guerin Sportivo um dos dez maiores goleiros do futebol, baseado na média de gols sofridos pela seleção.

## Carreira

### Juventus
Durante toda sua carreira, Combi defendeu apenas a Juventus, de 1921 a 1934. A equipe de Turim possuía até então um único título no campeonato italiano, em 1907. O título seguinte viria na temporada 1925-26,[carece de fontes?] temporada na qual Combi estabeleceu no clube um recorde de minutos sem sofrer gols: foram 934 de outubro de 1925 a fevereiro de 1926.
Antes da primeira temporada vitoriosa, Combi pôde estrear pela seleção italiana, em 1924.[carece de fontes?] Os títulos seguintes com a Juve viriam em série: entre as temporadas de 1930-31 e 1934-35, o clube, foi pentacampeão seguido na Serie A, recorde superado somente pelo hexacampeonato do mesmo clube entre 2012 e 2017. Antes, a equipe ainda tinha menos títulos que os três do Milan e os sete do Pro Vercelli, além dos nove do Genoa.[carece de fontes?] Combi participou dos primeiros quatro títulos da série, encerrando a carreira em 1934.

### Seleção Italiana
Combi estreou pela Itália em Budapeste em 6 de abril de 1924,[carece de fontes?] e experimentou um dos momentos mais baixos da carreira: perdeu de 7-1 para a Hungria, chegando a passar cerca de um ano até que fosse utilizado novamente; embora tenha viajado às Olimpíadas de 1924, não entrou em campo, com a titularidade sendo absoluta de Giovanni De Prà,[carece de fontes?] figura dos últimos anos dourados do Genoa (na época, o time mais vezes campeão italiano).
A reestreia de Combi deu-se em 22 de março de 1925 e foi igualmente eloquente: dessa vez, o adversário sofreu sete gols, em vitória sobre a França por 7-0 em Turim. Ele e De Prà passaram a se alternar na posição ao longo da década de 1920.[carece de fontes?] Combi, inicialmente, voltou a ser derrotado nas duas partidas seguintes ao 7-0, em duas derrotas por 1-0, para a Espanha em Valência e para Portugal em Lisboa, ainda em 1925.[carece de fontes?]
Em 1926, ainda jogou somente duas vezes, ambas contra a Tchecoslováquia (vitória por 3-1 em Turim em 17 de janeiro e derrota pelo mesmo placar em Praga em 28 de outubro), e outras três em 1927, incluindo uma vitória de 5-1 sobre a Suíça em Genebra.[carece de fontes?] Nas Olimpíadas de 1928, dessa vez Combi foi o titular no lugar do concorrente De Prà, que atuou somente na estreia.[carece de fontes?] A Azzurra caiu nas semifinais para o futuro campeão Uruguai, mas obteve o bronze após vencer o Egito pela goleada de 11-3.[carece de fontes?]
Combi permaneceu titular na maior parte dos compromissos da Itália até a Copa do Mundo FIFA de 1934,[carece de fontes?] incluindo vitórias de 6-1 sobre Portugal em Milão em 1 de dezembro de 1929 e dois 5-0, sobre a Hungria em Budapeste (em 11 de maio de 1930) e sobre a França em Bolonha (em 25 de janeiro de 1931), além de um 3-0 sobre a Escócia em Roma (em 20 de maio de 1931),[carece de fontes?] em tempos nos quais as seleções britânicas viam-se como as melhores do mundo, ainda que isoladas das competições internacionais - nenhuma delas aceitou participar das eliminatórias à Copa.
Todavia, Combi também foi o goleiro titular, já em 11 de fevereiro de 1934, em derrota de 4-2 para a Áustria em plena Turim.[carece de fontes?] Esse resultado em solo italiano e o fato de os adversários não terem utilizado seu mais célebre jogador, Matthias Sindelar, trouxe bastante pressão aos jogadores, em contraste à tranquilidade antes vivenciada em uma seleção entrosada e que havia vencido 17 vezes, empatado seis e perdido apenas três entre 1930 e 1933.
Combi não foi utilizado no compromisso seguinte da Azzurra; Carlo Ceresoli foi o goleiro que participou da vitória por 4-0 sobre a Grécia, em 25 de março, em Milão.[carece de fontes?] Esse foi o único compromisso italiano nas primeiras eliminatórias mundialistas, na única ocasião em que o país sede precisou joga-las. Assim, Ceresoli, da Ambrosiana-Inter, credenciou-se para ser o goleiro titular na Copa. Contudo, ele fraturou um braço nos treinamentos, sendo cortado; no lugar dele e do também lesionado Renato Cesarini, atacante da Juventus que fraturou alguns ossos do pé naquela partida contra os austríacos, foram chamados outros dois goleiros: Guido Masetti e Giuseppe Cavanna. Combi, porém, assegurou a titularidade.
Combi foi o goleiro da Itália em todos os jogos dela no mundial.[carece de fontes?] Teve sua melhor exibição na semifinal, exatamente contra a Áustria, dessa vez reforçada por Sindelar, obtendo a revanche na vitória por 1-0. Na decisão, chegou a falhar no gol da Tchecoslováquia, que abriu o marcador perigosamente aos 31 minutos do primeiro tempo;  o goleiro saltou com plasticidade, mas atrasado, sem conseguir impedir o êxito do arremate de Antonín Puč. a Azzurra, porém, empatou em cinco minutos e conseguiu reverter o resultado já no início da prorrogação, retrancando-se com sucesso em seguida, garantindo a sofrida vitória por 2-1.
Como capitão, Combi recebeu de Jules Rimet a taça de mesmo nome, nas tribunas, voltando a campo para comemorar com os colegas. Ali, recebeu então um outro troféu, entregue em pessoa pelo próprio Benito Mussolini - o "Troféu Itália", um bronze com a efígie do ditador. O goleiro deu a carreira por encerrada com o fim da competição.

## Títulos
Juventus

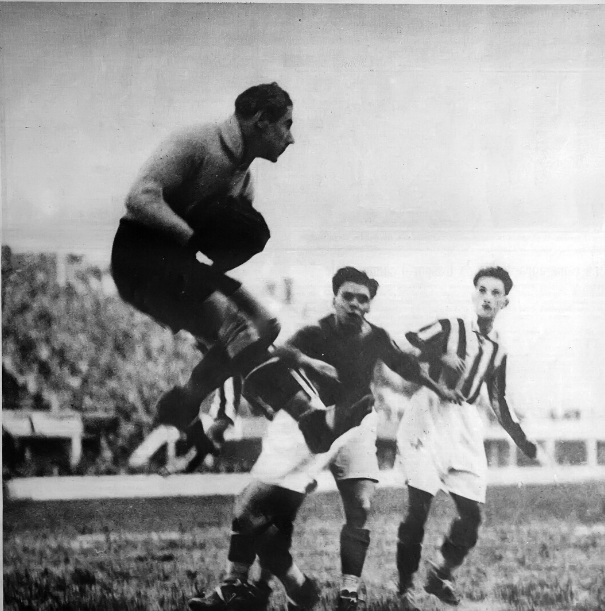
Combi pela Juventus em 1928, em partida contra o Bologna.

- Campeonato Italiano (5): 1925-26, 1930-31, 1931-32, 1932-33 e 1933-34

Seleção Italiana
- Copa do Mundo (1): 1934
- Medalha de bronze olímpica (1):  1928
- Copa Internacional (1): 1933-35